# Tetscha
Die Tetscha (russisch Теча) ist ein 243 km langer rechter Nebenfluss der Isset östlich des Ural, im Südwesten des Westsibirischen Tieflandes in Russland.
Bekannt wurde der Fluss insbesondere durch seine starke radioaktive Verseuchung infolge des regulären Betriebs und von Unfällen in der Kerntechnischen Anlage Majak.

## Verlauf
Die Tetscha entfließt unmittelbar östlich der Stadt Osjorsk dem 227 m hoch gelegenen See Irtjasch am östlichen Fuß des Südural, in der Oblast Tscheljabinsk nördlich der Oblasthauptstadt.
Der Fluss fließt zunächst in östlicher Richtung, wendet sich dann fast nach Norden, erreicht die Oblast Kurgan und mündet schließlich bei der Stadt Dalmatowo in die Isset.
Außer Osjorsk (der ehemaligen geheimen Stadt Tscheljabinsk-40, später Tscheljabinsk-65) und Dalmatowo (liegt allerdings nicht direkt an der Tetscha, sondern unweit ihrer Mündung am anderen Ufer der Isset) gibt es entlang des Flusses keine Städte.

## Hydrografie
Das Einzugsgebiet der Tetscha umfasst etwa 7.500 km². Die mittlere monatliche Wasserführung beträgt beim etwa 25 Kilometer oberhalb der Mündung gelegenen Dorf Perschinskoje 6,7 m³/s (Minimum im Januar 1,8 m³/s, Maximum während der Schneeschmelze im April 28 m³/s).
In Mündungsnähe ist der Fluss bei normalem Wasserstand etwa 30 Meter breit, weniger als einen Meter tief und hat eine Fließgeschwindigkeit von 0,3 m/s.
Die Tetscha hat keine bedeutenden Nebenflüsse; daher sind Breite, Tiefe und Wasserführung auf ihrer gesamten Länge praktisch gleichbleibend.

## Infrastruktur
Gut 40 Kilometer flussabwärts (östlich) des Ursprungs der Tetscha wird sie von der autobahnähnlich ausgebauten Fernstraße M36 gekreuzt, welche die Millionenstädte Jekaterinburg und Tscheljabinsk verbindet. Etwas weiter östlich überquert die Eisenbahnstrecke (Jekaterinburg–) Kamensk-Uralski–Tscheljabinsk die Tetscha. Weiter flussabwärts verläuft auf weiten Abschnitten eine Lokalstraße durch die Dörfer entlang des Flusses und überquert diesen dabei mehrmals.

## Ökologie
Von 1949 bis 1951 gelangten aus der südlich des Tetscha-Oberlaufes bei Osjorsk gelegenen Kerntechnischen Anlage („Chemiewerk“) Majak große Mengen radioaktiver Abwässer in den Fluss, deren Radioaktivität 12 Petabecquerel (PBq) für 90Strontium, 13 PBq für 137Cäsium und 106 PBq für kurzlebige Radionuklide betrug. In den Jahren bis 1956 wurde die Einleitung stark verringert, hielt aber an. Insgesamt gelangten in dieser Zeit 76 Millionen m³ radioaktiver Abwässer in den Fluss.

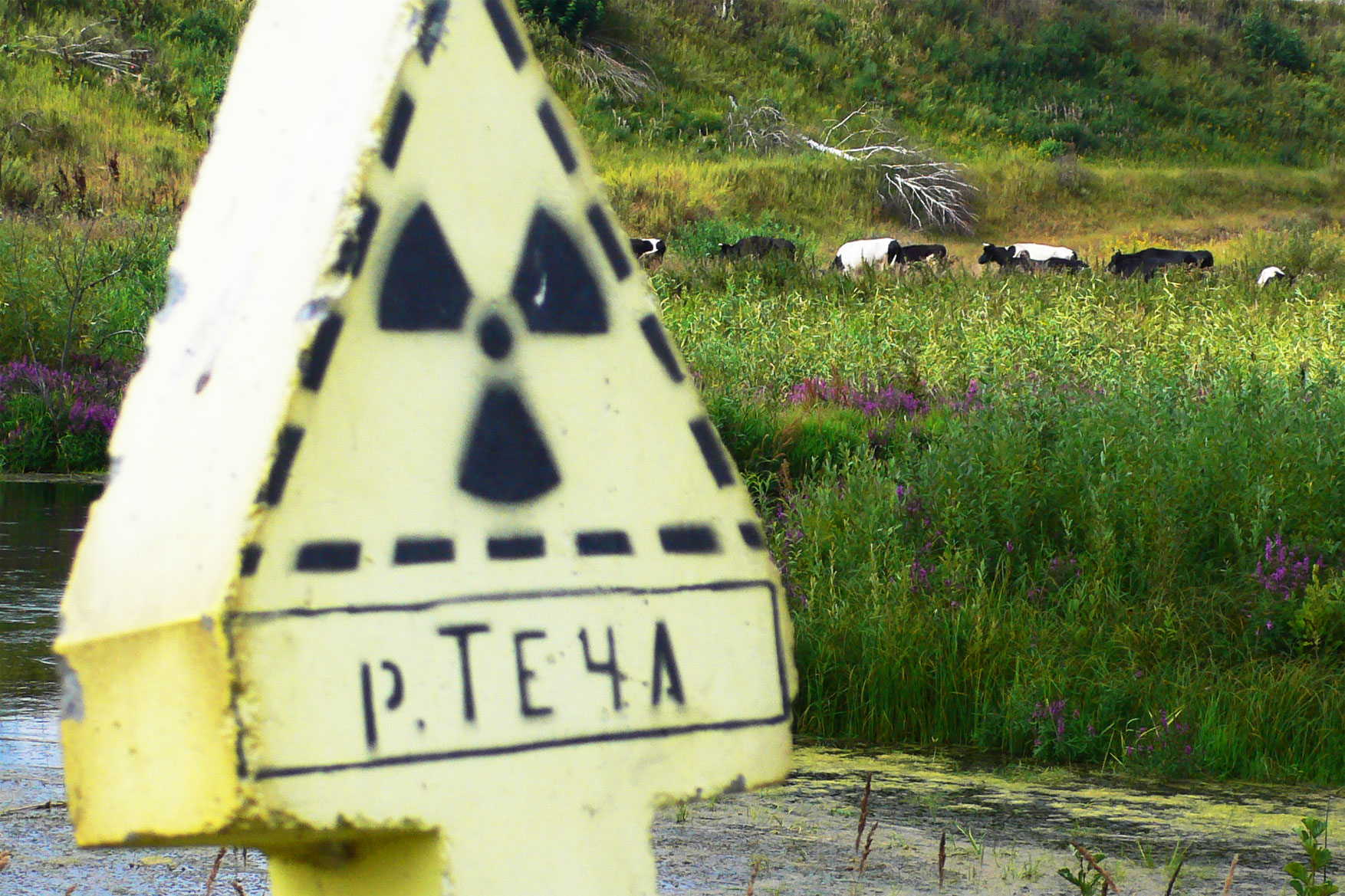
Weidende Kühe an den Ufern des radioaktiv belasteten Flusses Tetscha

Am 29. September 1957 kam es in der Anlage zum sogenannten Kyschtym-Unfall, durch den erneut große Mengen radioaktiven Materials auch in den Fluss gelangten.
Nach dem Unglück entstanden für die radioaktiven Abwässer zwischen 1958 und 1964 teils aus natürlichen Seen, darunter als größtem dem Kysyltasch unmittelbar bei Osjorsk, am Oberlauf der Tetscha vier Auffangbecken (W-3, W-4, W-10 und W-11; zusammen die Tetscha-Kaskade), welche gegenüber der Tetscha durch Erd- und Betondämme abgeschlossen wurden. Das dem Irtjaschsee entfließende Wasser wird seither größtenteils um die Auffangbecken herum geleitet. Die Becken haben eine Gesamtfläche von 67,4 km² und ein Gesamtvolumen von 357,9 Mio. m³. Der südlich der Tetscha in deren Einzugsgebiet gelegene, stark verseuchte Karatschai-See wurde mit Beton versiegelt.
Der direkte Zugang zur Tetscha ist auf weiten Abschnitten des Ober- und Mittellaufs bis heute nicht möglich; mehrere Dörfer am Oberlauf wurden geräumt, nachdem im Jahr 1993 Präsident Jelzin persönlich in der Gegend anwesend war und den Bewohnern erstmals die Kontaminierung eröffnet hatte.
Bei außergewöhnlicher Wasserzufuhr durch Schneeschmelze oder Niederschläge droht jedoch ein Überlaufen der Auffangbecken, außerdem ein Durchsickern durch undichte Stellen. Aus letztgenanntem Grund sollen in den Jahren 2001 bis 2004 erneut bis zu 60 Millionen m³ radioaktiver Abwässer in den Fluss gelangt sein. In diesem Zusammenhang wurden gegen den Majak-Generaldirektor Witali Sadownikow Ermittlungen aufgenommen, allerdings 2006 wieder eingestellt.